# Daniel Dae Kim
Daniel Dae Kim (Puszan, Dél-Korea, 1968. augusztus 4. –) koreai származású amerikai színész.
Leginkább a Lost – Eltűntek című sorozatból ismert, Kvon Dzsinszu szerepében. 2010-től 2017-ig a Hawaii Five-0 című amerikai sorozat egyik főszereplőjét, Chin Ho Kellyt alakította.

## Élete és pályafutása
A dél-koreai Puszanban született, majd a pennsylvaniai Eastonban nevelkedett. A Freedom High School középfokú tanintézménybe járt, ezután a Haverford College hallgatója lett államtudomány és színjátszás szakon. A színjátszás tanulását a Bryn Mawr College-ben folytatta.
Mielőtt megkapta Kvon Dzsinszu szerepét, már olyan sorozatokban játszott, mint az Angel, a 24, a Star Trek: Voyager, a Star Trek: Enterprise, a Crusade, a CSI: A helyszínelők és a Vészhelyzet. Dzsin szerepét azért találta szimpatikusnak, mert a látszat ellenére kedves és gyengéd is tud lenni, és realisztikusnak érezte, hogy egy nemzetközi járaton angolul nem beszélő emberek is utaznak. A nehézséget az okozta, hogy Kim alig tudott koreaiul, hisz anyanyelve az angol.
2006-ban megkapta a People magazintól a Legszexisebb férfi címet.

## Filmográfia

### Film
| Év   | Magyar cím                     | Eredeti cím                     | Szerep                      | Magyar hang     |
| ---- | ------------------------------ | ------------------------------- | --------------------------- | --------------- |
| 1992 | Amerikai Shaolin               | American Shaolin                | Gao Yun                     |                 |
| 1997 | Meglesni és megszeretni        | Addicted to Love                | asszisztens                 |                 |
| 1997 | A Sakál                        | The Jackal                      | Akashi                      |                 |
| 1998 |                                | No Salida                       | Hu-jan                      |                 |
| 1999 | A pálya csúcsán                | For Love of the Game            | doktor a sürgősségin        |                 |
| 2001 |                                | Looking for Bobby D (rövidfilm) | Timmy                       |                 |
| 2003 | Bölcsőd lesz a koporsód        | Cradle 2 the Grave              | szakértő                    |                 |
| 2003 | Hulk                           | Hulk                            | tanácsadó                   |                 |
| 2003 | Rap-halál                      | Ride or Die                     | Miyako                      |                 |
| 2003 | Bűn                            | Sin                             | Lakorn                      | Zámbori Soma    |
| 2004 | Pókember 2.                    | Spider-Man 2                    | Raymond                     |                 |
| 2004 | Ütközések                      | Crash                           | Park                        |                 |
| 2005 | A barlang                      | The Cave                        | Alex Kim                    | Holl Nándor     |
| 2008 | Hantahíradó                    | The Onion Movie                 | Ivy Leaguer                 |                 |
| 2011 | Aréna                          | Arena                           | Taiga Mori / Fehér Szamuráj |                 |
| 2015 |                                | Ktown Cowboys                   | David                       |                 |
| 2015 | A beavatott-sorozat: A lázadó  | The Divergent Series: Insurgent | Jack Kang                   | Epres Attila    |
| 2016 | A beavatott-sorozat: A hűséges | The Divergent Series: Allegiant | Jack Kang                   | Epres Attila    |
| 2018 | Mirai – Lány a jövőből         | Mirai                           | dédnagyapa (angol hangja)   |                 |
| 2019 | Hellboy                        | Hellboy                         | Ben Daimio                  | Dányi Krisztián |
| 2019 | Mindig csak talán              | Always Be My Maybe              | Brandon Choi                |                 |
| 2020 |                                | Blast Beat                      | Dr. Michael Onitsuka        |                 |
| 2021 | Raya és az utolsó sárkány      | Raya and the Last Dragon        | Benja (hangja)              | Tokaji Csaba    |
| 2021 | A potyautas                    | Stowaway                        | David Kim                   | Epres Attila    |
| 2023 | Kéjutazás                      | Joy Ride                        | Dae Han                     |                 |

### Televízió
- Avatar: The Last Airbender (2006) … mint General Fong (a "The Avatar State" című epizódban)
- Doktor Murphy (2018) … mint Dr. Han (2. évad 15. résztől a 18. részig)
- Igazság ligája – Korlátok nélkül (Justice League Unlimited) (2006) … mint Metron (az "Alive" és a "Destroyer" című epizódokban)
- Saints Row (2006) … mint Johnny Gat
- Lost – Eltűntek (2004–) …. mint Jin-Soo Kwon
- 24 (2002 – 2003) … mint Baker ügynök
- Tenchu: Wrath of Heaven (2003) (szinkronhang) …. mint Rikimaru
- Bűbájos boszorkák (Charmed) (2001) … mint Yen Lo (az "Enter The Demon" c. epizódban)
- Angel (2001–2003) … mint Gavin Park
- Star Trek: Enterprise (2001–2003) …. mint MACO Corporal Chang
- Gyilkos sorok (Murder, She Wrote: A Story to Die For) (2000) …. mint Everett Jay
- Star Trek: Voyager (2000)
- Crusade (1999) …. mint John Matheson hadnagy
- Seinfeld (1998) (a The Burning c. epizódban)
- New York rendőrei
- Hawaii Five-0 ... . mint Chin Ho Kelly